# Roeux British Cemetery
Roeux British Cemetery is een Britse militaire begraafplaats met gesneuvelden uit de Eerste Wereldoorlog, gelegen in de Franse gemeente Roeux (Pas-de-Calais). De begraafplaats werd ontworpen door Reginald Blomfield en ligt in een bos op 600 m ten westen van het dorpscentrum (gemeentehuis). Vanaf de Rue de Fampoux is het bijna 1 km via een gedeeltelijk onverharde weg en een pad naar de begraafplaats. Onderweg passeert men nog de Crump Trench British Cemetery. De begraafplaats heeft een smal rechthoekig grondplan met een oppervlakte van 862 m² en wordt omgeven door een natuurstenen muur. Deze muur verhoogd trapsgewijs omdat het terrein op een lichte helling ligt, hierdoor bereikt men ook de toegang pas na een 23-tal trappen te hebben beklommen. Het Cross of Sacrifice staat centraal achteraan de begraafplaats. De begraafplaats wordt onderhouden door de Commonwealth War Graves Commission.
Er liggen 350 Britten begraven waaronder 31 niet geïdentificeerde.

## Geschiedenis
Roeux werd reeds vroeg in de oorlog door de Duitsers bezet. In de kalkgrotten en kalkgroeve bouwden ze goed verdedigbare steunpunten uit. Hierdoor was het bijzonder moeilijk om het dorp te veroveren, wat de 9th (Scottish) Division op 12 april 1917 dan ook niet lukte. De chemische fabriek nabij het station werd op 22 april wel door de 51st (Highland) Division ingenomen en na onophoudelijke gevechten werd het dorp op 14 mei door dezelfde divisie veroverd.
De chemische fabriek ging verloren op 16 mei maar werd uiteindelijk op 26 augustus door de 51st Division heroverd. Gedurende het Duitse lenteoffensief eind maart 1918, werd het dorp opnieuw door hen bezet maar finaal werd het op 26 augustus heroverd door de 51st Ddivision. De begraafplaats werd tussen april en november 1917 door gevechtseenheden aangelegd.
Voor 82 slachtoffers werden Special Memorials opgericht omdat hun graven door artillerievuur werden vernietigd en niet meer gelokaliseerd konden worden.
- de tweelingbroers John en James Benson sneuvelden op dezelfde dag (3 mei 1917). Het graf van James werd niet meer teruggevonden en hij wordt herdacht met een Special Memorial.

## Onderscheiden militairen
- James Irvine Taylor, onderluitenant bij het Lincolnshire Regiment werd onderscheiden met het Military Cross (MC).
- F. McGregor, sergeant bij de Gordon Highlanders werd onderscheiden met de Distinguished Conduct Medal (DCM).
- compagnie sergeant-majoor J.S. Willocks, korporaal T. Hogg en soldaat T.H. Keddy, allen van de Royal Scots en soldaat R.G.F. Lind van de Gordon Highlanders werden onderscheiden met de Military Medal (MM).